# Arca congelada
El proyecto Arca congelada, (en referencia al arca de Noé) es un proyecto presentado por científicos del Reino Unido que pretende preservar el ADN de especies animales en peligro de extinción. El proyecto busca formar un banco de muestras de tejidos, ADN y en algunos casos específicos colonias enteras de animales, que permitirá salvaguardar el material y la información a fin de continuar con las investigaciones en caso de producirse la extinción de la especie. En él se conserva el ADN de la especie a 80° bajo cero. A largo plazo, los científicos especulan con la posibilidad de recuperar especies mediante técnicas de clonación.
El proyecto está coordinado por el Museo de Historia Natural, la Sociedad Zoológica de Londres y la Universidad de Nottingham, y dará prioridad a las especies en peligro de extinción en un período de cinco años y a las que sobreviven en cautividad.
Las primeras muestras almacenadas correspondieron a caballito de mar amarillo, la tórtola de Socorro (Zenaida graysoni) y el órix de Arabia (Oryx leucoryx) y han sido preservadas en el Museo de Historia Natural de Londres y en la Sociedad Zoológica londinense.
A lo largo de su historia, se unieron al proyecto otras instituciones de diversos países como Irlanda, Alemania, Dinamarca, Noruega, Estados Unidos, Colombia, Sudáfrica, India, Vietnam, Malasia, Corea del Sur, Australia y Nueva Zelanda, además de la estrecha vinculación con la UICN (Unión Internacional para la Conservación de la Naturaleza).